# Idrætshøjskolen i Sønderborg
Idrætshøjskolen Sønderborg (IHS) er en idrætshøjskole beliggende i Sønderborg og er en af de få danske højskoler, der er bygget specifikt som højskole.
Skolen blev grundlagt 15. maj 1952 og har siden indvielsen udviklet sig fra at være en skole med en enkelt gymnastiksal til et center for idræt med faciliteter til en bred vifte af sportslige aktiviteter. Skolen ligger 100 meter fra stranden og er samtidig tæt på Sønderskoven og Sønderborg centrum.
En årgang på Idrætshøjskolen Sønderborg tæller omkring 170 elever fra hele Danmark . Skolen tager også imod internationale elever, blandt andet fra Island, Tyskland og andre nabolande.

## Faciliteter
Idrætshøjskolen Sønderborg råder over en lang række faciliteter, blandt andet:
- Svømmehal: Et 25-meters bassin med et-, tre- og femmetervippe.
- Klatrepark: En park med høje trækroner, svævebaner og klatreruter.
- Beachvolleybaner: Danmarks største permanente beachvolley-anlæg med otte baner på 800 kubikmeter strandsand.
- Bålplads: Udstyret med shelters, vildmarksbad og sauna.
- Indendørs faciliteter: Lokaler til undervisning, musik, keramik og meget mere.

## Historie
Idrætshøjskolen Sønderborg blev grundlagt den 15. maj 1952 som et mindemærke for Kong Christian X’s betydning for danskheden i Sønderjylland. Ved indvielsen deltog kongefamilien med Kong Frederik IX og Dronning Ingrid i spidsen, hvilket understreger skolens nationale og historiske betydning.
Idéen om en idrætshøjskole i grænselandet opstod allerede efter 1. verdenskrig og blev styrket efter Genforeningen i 1920. Økonomiske udfordringer i 1930'erne satte dog planerne på pause, og først efter afslutningen af 2. verdenskrig blev visionen genoptaget og realiseret.
Idrætshøjskolen Sønderborgs bygninger er tegnet af den funktionalistiske arkitekt Tyge Hvass (1885-1963).